# The Snake
The Snake — дебютный студийный альбом группы Shane MacGowan and The Popes, изданный в 1994 году.

## Об альбоме
Часть композиций основана на народных ирландский песнях (The Song With No Name), часть на ирландский песнях протеста XIX века (The Rising of the Moon, Roddy Mc Corley). Некоторые в музыкальном плане наследуют последний альбом Шейна с группой The Pogues — Hell’s Ditch (Aisling, Donegal Express). На обложке The Snake изображён вокалист, распятый на кресте, что создало для группы некоторые проблемы. После этого часть тиража вышла с обложкой, изображающей Шейна, курящего сигарету; ещё часть вышла с обрезанной оригинальной обложкой, на ней осталось только ухмыляющееся лицо музыканта. В записи альбома приняли участие два члена The Pogues: Спайдер Стэйси играет на флейте, Джем Финер на банджо. На песню «That Woman’s Got Me Drinking» вышел известный видеоклип, снятый Джонни Деппом, актёр также играет на соло-гитаре в самой песне. The Snake был переиздан в 1995 году с включением нескольких новых песен, в частности, «Haunted» (дуэт с Шинейд О’Коннор) и «You’re the One» (дуэт с Мойей Бреннан).

## Список композиций
| №   | Название                           | Автор(ы)                       | Длительность |
| --- | ---------------------------------- | ------------------------------ | ------------ |
| 1.  | «The Church Of The Holy Spook»     | МакГован                       | 2:59         |
| 2.  | «Nancy Whiskey»                    | Народная                       | 2:59         |
| 3.  | «The Song With No Name»            | Народная в обработке МакГована | 4:06         |
| 4.  | «Aisling»                          | МакГован                       | 2:58         |
| 5.  | «Roddy McCorley»                   | Народная                       | 2:20         |
| 6.  | «Victoria»                         | МакГован                       | 4:48         |
| 7.  | «That Woman's Got Me Drinking»     | МакГован                       | 3:25         |
| 8.  | «You're the One»                   | МакГован, Майкл Кэймен         | 3:53         |
| 9.  | «A Mexican Funeral in Paris»       | МакГован                       | 4:49         |
| 10. | «The Rising of the Moon»           | Народная                       | 2:27         |
| 11. | «The Snake with Eyes of Garnet»    | МакГован                       | 3:43         |
| 12. | «Haunted»                          | МакГован                       | 4:12         |
| 13. | «I'll Be Your Handbag»             | МакГован                       | 3:03         |
| 14. | «Her Father Didn't Like Me Anyway» | Джерри Рафферти                | 4:02         |
| 15. | «Bring Down the Lamp»              | МакГован                       | 3:11         |
| 16. | «Donegal Express»                  | МакГован                       | 2:56         |

## Участники записи
- Шейн МакГован — вокал, гитара, аранжировка
- Пол МакГиннесс — гитара, бэк-вокал
- Том МакАнимал — банджо
- Киран О’Хаган — гитара, бэк-вокал
- Берни Франс — бас-гитара, бэк-вокал
- Дэнни Поуп — ударные
- Колм О’Манлай — вистл